# Малрин, Фил
Фи́лип Па́трик Сти́вен Ма́лрин (англ. Philip Patrick Stephen Mulryne; 1 января 1978, Белфаст) — североирландский футболист и священник.
Футбольную карьеру начал в английском клубе «Манчестер Юнайтед», после чего выступал за «Норвич Сити» и ряд других клубов. Провёл 27 матчей за национальную сборную Северной Ирландии. После завершения футбольной карьеры стал католическим священником.

## Клубная карьера
Футбольную карьеру начал в академии «Манчестер Юнайтед», подписав с клубом юношеский контракт в июле 1994 года, а 17 марта 1995 года подписал свой первый профессиональный контракт с «Манчестер Юнайтед». В 1995 году помог команде выиграть Молодёжный кубок Англии. Из-за высокой конкуренции смог дебютировать в основном составе «Манчестер Юнайтед» только 14 октября 1997 года, выйдя в стартовом составе в матче Кубка Футбольной лиги против «Ипсвич Таун» . 10 мая 1998 года провёл свой единственную игру в Премьер-лиге за «Юнайтед», выйдя в стартовом составе матча последнего 38-го тура против «Барнсли» вместе с такими игроками как Райан Гиггз, Эндрю Коул и Ники Батт. Всего провёл в основном составе «Манчестер Юнайтед» 5 официальных матчей.
25 марта 1999 года перешёл в «Норвич Сити» за 500 тысяч фунтов. Во второй игре за «канареек» забил гол ударом со штрафного в матче против «Гримсби Таун». В начале следующего сезона получил перелом ноги после подката защитника «Блэкберн Роверс» Кристиана Дейлли, из-за чего пропустил большую часть сезона 1999/2000. В сезоне 2001/02 помог команде выйти в плей-офф Первого дивизиона, однако «Норвич Сити» проиграл по пенальти клубу «Бирмингем Сити». В 2004 году помог команде выйти в Премьер-лигу, выиграв Первый дивизион, однако «канарейки» провели в ней только один сезон, после чего Малрин покинул клуб.
В 2005 году перешёл в «Кардифф Сити». Провёл в команде один сезон, после чего покинул клуб в роли свободного агента. В январе 2007 года подписал краткосрочный контракт с клубом «Лейтон Ориент», по завершении сезона 2006/07 был отпущен клубом.
В октябре 2007 года перешёл в клуб «Кингс-Линн», 1 января 2008 года покинул клуб.

## Карьера в сборной
Выступал за сборные Северной Ирландии до 15, до 16, до 17, до 18 лет и до 21 года, а также за вторую сборную страны.
11 февраля 1997 года, ещё до дебюта в основном составе «Манчестер Юнайтед», Малрин дебютировал за первую сборную Северной Ирландии, выйдя на замену в матче против сборной Бельгии, и отличился забитым мячом. Всего провёл за главную сборную страны 27 матчей и забил 3 гола.

## Футбольные достижения
«Манчестер Юнайтед»
- Обладатель Молодёжного кубка Англии: 1994/95

«Норвич Сити»
- Чемпион Первого дивизиона (уровень 2): 2003/04

## Церковная карьера
В 2009 году 31-летний Малрин начал готовиться к тому, чтобы стать католическим священником. Он признался, что быть футболистом было чудесной «привилегией», однако он также ощущал «душевную пустоту», из-за чего начал работать волонтёром в приюте для бездомных и стал посещать мессы, что придало его жизни новый смысл. Стать священником его убедил Ноэл Трейнор, епископ Дауна и Коннора. Малрин поступил в Семинарию святого Малахия в Белфасте. Параллельно изучал философию в Университете Квинс в Белфасте и в Институте Маривейл. Впоследствии обучался в Папском ирландском колледже в Риме и изучал теологию в Папском Григорианском университете.
В 2012 году Малрин вступил в новициат Доминиканского ордена в Корке (Ирландия). 29 октября 2016 года был рукоположен в сан диакона архиепископом Дублина Диармайдом Мартином. 8 июля 2017 года был рукоположен в сан священника архиепископом Джозефом Августином Ди Нойя. 10 июля 2017 года провёл свою первую мессу в церкви Святого Оливера Планкетта в Белфасте. В 2019 году был назначен мастером над послушниками в церкви Святой Марии в Корке.